# Ẩn nam và ẩn nữ

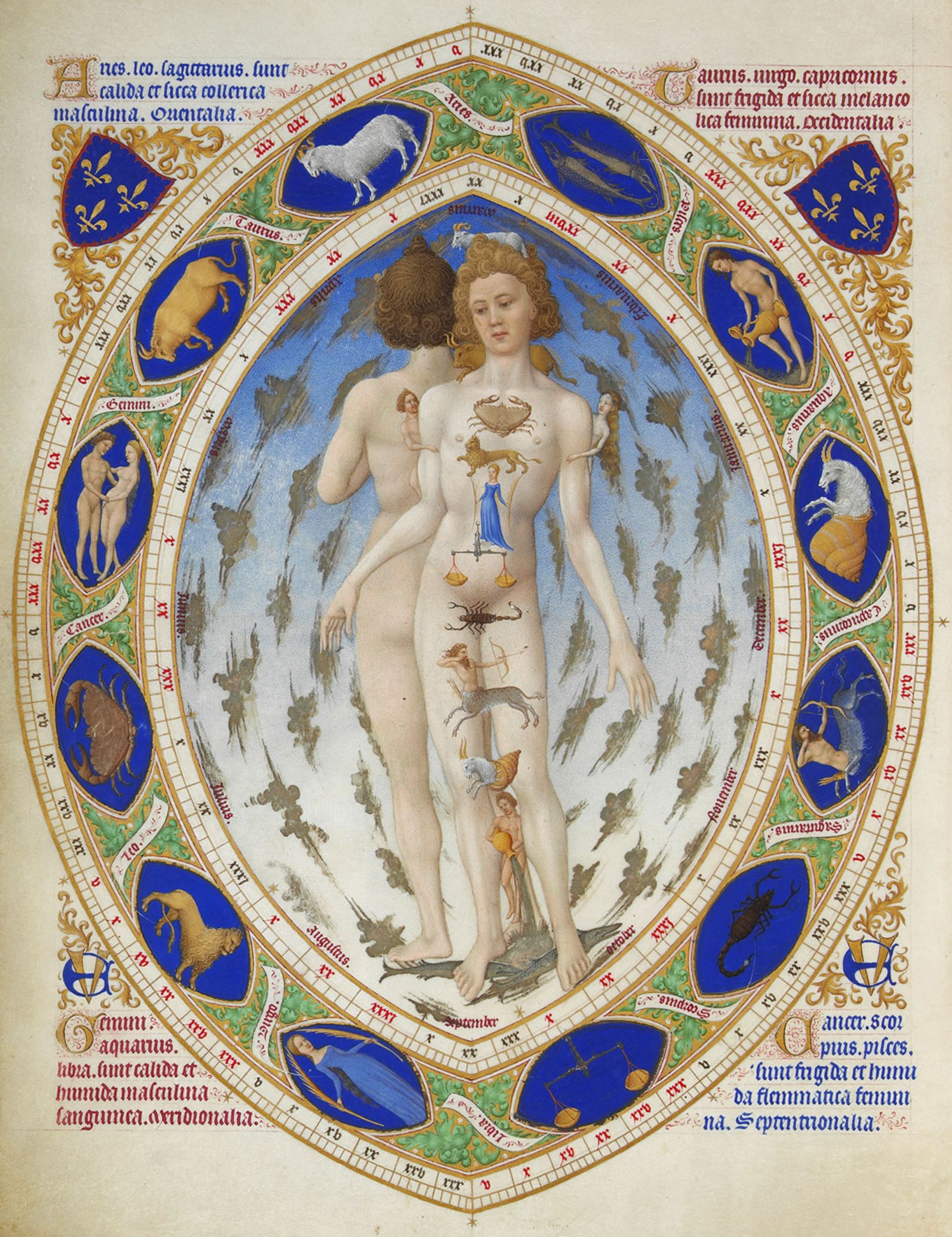
Giải phẫu tâm thức một người đàn ông

Ẩn nam và Ẩn nữ (Anima và animus) hay còn gọi đầy đủ là Ẩn ngã nữ tính và Ẩn ngã nam tính là hai nguyên mẫu nhân vật nội tâm phức tạp, đại diện cho những khía cạnh đối ngược tồn tại trong vô thức của mỗi người, được nêu ra trong học thuyết của Carl Jung về sự toàn vẹn tâm lý. Đây chính là  Nguyên mẫu âm tính (Anima) và Nguyên mẫu dương tính (Animus) hay Nữ tính vô thức (Người đàn bà bên trong) và Nam tính vô thức (Người đàn ông bên trong) là một cặp nhị nguyên trong các nguyên mẫu Jung tạo thành một sự hợp nhất của các lực đối lập. Carl Jung mô tả Animus là mặt nam tính vô thức của một người phụ nữ, và Anima là mặt nữ tính vô thức của một người đàn ông, mỗi mặt, khía cạnh này thể hiện qua nội tâm trong tâm thức cá nhân. Trong tâm lý học trường phái Carl Jung, mỗi người đều chứa đựng trong mình cả yếu tố nam và nữ. Ẩn nữ (Anima) và Ẩn nam (Animus) chính là những cấu trúc tâm lý đại diện cho khía cạnh đối lập với giới tính sinh học và bản dạng giới có ý thức của bản thân một con người. Chúng hoạt động như một cầu nối giữa ý thức cá nhân và vô thức tập thể, và việc nhận diện, đối thoại và tích hợp chúng là một phần thiết yếu trong hành trình bản thân hóa (Individuation) về nội tâm. Chúng được coi là những phần thuyết vật linh trong sâu thẳm bản ngã, với việc Carl Jung xem những phần của bản ngã là một phần của tập hợp vô hạn các nguyên mẫu (Archetype) trong vô thức tập thể.

## Đại cương

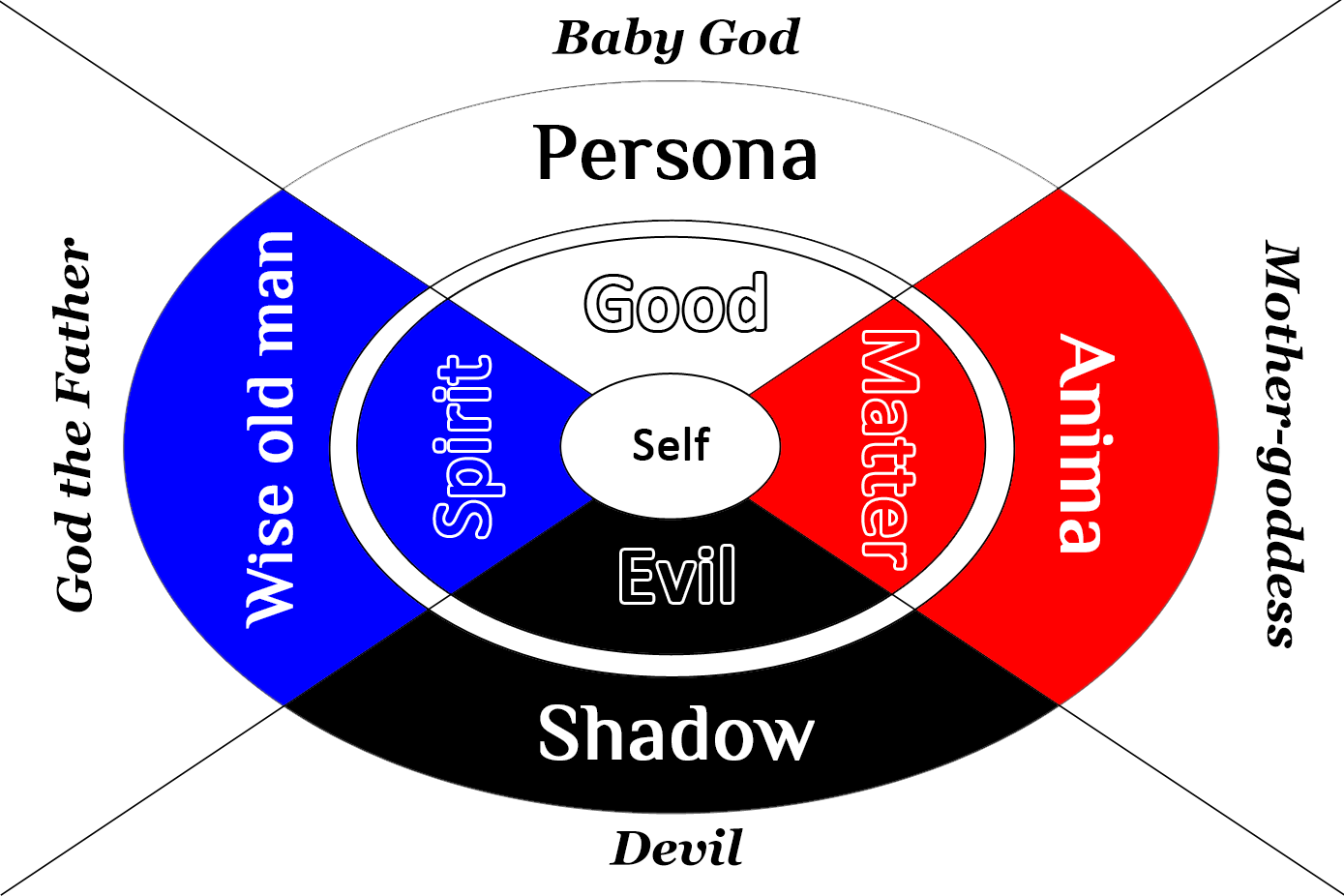
Biểu đồ nguyên mẫu tâm lý theo trường phái Carl Jung (bằng tiếng Anh), trong đó, thể hiện mối quan hệ giữa nguyên mẫu nữ tính (Anima) với Lớp mặt nạ xã hội (Persona) che dấu bên ngoài với góc khuất tâm lý bên trong (Shadow)

Ẩn nữ (Anima) và Ẩn nam (Animus) được mô tả trong tâm lý học phân tích và tâm lý học nguyên mẫu, dưới sự bảo trợ của tâm lý học siêu cá nhân. Lý thuyết lâm sàng của trường phái Carl Jung hiện đại trong khuôn khổ này coi một cặp nguyên mẫu đối lập (Syzygy). Carl Jung tập trung nhiều hơn vào anima của đàn ông và ít viết về Animus của phụ nữ (khía cạnh nam tính của phụ nữ). Ông coi Animus phức tạp hơn Anima, đưa ra giả thuyết rằng phụ nữ có nhiều hình ảnh Animus (người đàn ông lý tưởng) trong khi Anima của nam giới chỉ bao gồm một tuyến hình ảnh có tính trội hẳn.

### Ẩn nữ
Ẩn nữ là một nhân cách hóa của tất cả những khuynh hướng tâm lý nữ tính trong tâm thức người đàn ông. Carl Jung định nghĩa Anima theo tiếng Latin, có nghĩa là "Tâm hồn" (Linh hồn) là thực thể nữ tính, hình tượng nữ tính nội tâm. Ông liên kết ẩn nữ vô thức (Anima) với các nguyên mẫu nhân vật trong thần thoại Hy Lạp như Aphrodite, Selene, Persephone, Hecate, Minerva và Pandora. Carl Jung bắt đầu sử dụng thuật ngữ này vào đầu những năm 1920 để mô tả khía cạnh nữ tính bên trong của đàn ông cho rằng Anima là hình mẫu nguyên bản của chính sự sống. Carl Jung tin rằng sự phát triển của Anima có bốn cấp độ Eros riêng biệt, trong Thực hành liệu pháp tâm lý ông đặt tên là Eva, Helen thành Troy, Mẹ Maria và nàng Sophia. Một truyền thống coi ẩn nữ ma quái như một mụ phù thủy xấu xí. Một ngả khác để ẩn nữ tiêu cực (Cái bóng) trong nhân cách người đàn ông có thể được phát lộ là qua những lời nhận xét chua ngoa, cay nghiệt, tính đàn bà để hủy báng giá trị của mọi thứ như những mỹ nhân tẩm độc. Sự biểu hiện thường xuyên nhất của ẩn nữ mang hình thái ảo tưởng dục tình mà nhiều người đàn ông tìm sự thỏa mãn qua những loại hình khiêu dâm, những màn biểu diễn thoát y, lúc này sự nhân cách hóa ẩn nữ tiêu cực là bí ẩn-trêu ngươi-quyến rũ-phóng đãng-nhưng sâu trong bản thể nàng đang bừng cháy ngọn lửa mãnh liệt nó thiêu hủy người đàn ông. Sự phóng chiếu của ẩn nữ ở một thể thái bất ngờ và nồng nhiệt như chuyện tình ái có thể gây lắm sóng gió cho cuộc hôn nhân của người đàn ông và có thể dẫn tới cái gọi là tình tay ba với những rắc rối đi kèm.

### Ẩn nam
Carl Jung định nghĩa Animus theo tiếng Latin có nghĩa là "tinh thần" Vào năm 1923, những phạm trù bắt đầu được sử dụng như một thuật ngữ trong tâm lý học trường phái Carl Jung để mô tả khía cạnh nam tính của phụ nữ ("Tính nam" trong vô thức của người phụ nữ). Animus gồm nguyên mẫu người đàn ông lực lưỡng (nguyên mẫu là nhân vật Tarzan) biểu hiện qua sự hấp dẫn đối với sức mạnh vật lý, khả năng làm chủ cơ thể và thế giới vật chất. Tiếp đến là hình mẫu người đàn ông lãng mạng và hành động (nguyên mẫu là nhà thơ Byron) chỉ về khả năng hành động, đưa ra quyết định, và theo đuổi mục tiêu một cách chủ động. Tiếp đến là cấp độ nguyên mẫu khả năng diễn đạt ý tưởng, lập luận, và truyền đạt kiến thức một cách thuyết phục thông qua "Người đàn ông của ngôn từ" (hình mẫu từ Lloyd George) và cuối cùng là hình mẫu người dẫn dắt tâm linh là giai đoạn phát triển cao nhất của Animus, nơi nó trở thành nguồn của sự khôn ngoan, ý nghĩa sâu sắc, và khả năng kết nối với vô thức tập thể (với hình mẫu là Hermes) đóng vai trò cầu nối giữa người phụ nữ với những ý nghĩa và sự thật tinh thần sâu sắc nhất nó thường phảng phát qua hình ảnh của những vị giáo chủ tà giáo có sức mê hoặc đông đảo nữ tín đồ.
Carl Jung tin rằng mỗi người đều mang trong mình cả khía cạnh nam tính và nữ tính. Trong vô thức của phụ nữ, ông gọi khía cạnh nam tính này là Animus, nó đại diện cho những phẩm chất như lý trí, logic, sự quyết đoán, độc lập, và khả năng cấu trúc bằng nỗ lực bền bỉ. Animus của một người phụ nữ bị ảnh hưởng sâu sắc bởi kinh nghiệm của cô ấy với người cha cá nhân và các hình mẫu nam tính trong xã hội. Nếu Animus không được hòa nhập một cách lành mạnh, nó có thể biểu hiện dưới dạng tiêu cực, ví dụ như sự bạo ngược, liều lĩnh, nổi loạn hay những phán đoán cứng nhắc, cố chấp. Ngược lại, một Animus được hòa nhập tốt có thể mang lại khả năng tư duy logic rõ ràng, sự khách quan và lòng dũng cảm. Còn khi một người phụ nữ bị "ám ảnh" bởi Animus (tức là khi khía cạnh nam tính trong vô thức của cô ấy chiếm ưu thế và không cân bằng), cô ấy có thể mất đi sự nữ tính của mình, việc này cho thấy sự phức tạp trong việc duy trì cân bằng giữa các khía cạnh đối lập trong tâm lý phụ nữ. Carl Jung cũng thường phân biệt tâm lý nam giới với Logos (lý trí, logic, phân biệt) và tâm lý nữ giới với Eros (tình cảm, kết nối, hòa hợp). Giống như ẩn nữ, ẩn nam (Animus) không chỉ bao gồm những phẩm cách tiêu cực như tàn độc, liều lĩnh, nói năng ba hoa và những ý nghĩ vụng trộm, ngoan cố, hiểm ác.